# Arcturinella banyulensis
Arcturinella banyulensis är en kräftdjursart som beskrevs av Poisson och Paul Jean Baptiste Maury 1931. Arcturinella banyulensis ingår i släktet Arcturinella och familjen Arcturidae. Inga underarter finns listade i Catalogue of Life.